# 张衍 (辽朝)
张衍，辽朝析津府香河县人，祖父张守均、父亲张寿。
寿隆元年（1095年）张衍中进士，授校书郎，管内都商税判官。为官清廉，转任秘书郎、知龙门县事，担任中京留守推官，判决冤狱。转任都官员外郎，赐金鱼紫袍，左散骑常侍，差监银绢库，授比部郎中。通判易州，授朝散大夫、尚书比部郎中。
其二子：张经，官至银青崇禄大夫、监察御史、儒州商麴铁院使、检校国子祭酒、云骑尉、左班祗候；张绎，应乡贡进士举。